# Effetto esca
Nel marketing, l'effetto esca o effetto di dominanza asimmetrica (conosciuto anche col termine inglese di effetto decoy) è il fenomeno per cui i consumatori tendono ad avere una specifica modifica di preferenza fra due opzioni quando si presenta anche una terza opzione, che è dominata in modo asimmetrico. Un'opzione è dominata in modo asimmetrico quando è inferiore a tutti gli effetti ad una specifica opzione, ma, in confronto all'altra opzione, è inferiore in alcuni aspetti, e superiore in altri. Quando l'opzione asimmetrica dominata è presente, una percentuale più elevata di consumatori preferisce l'opzione che domina rispetto a quando l'opzione asimmetrica dominata è assente. L'opzione asimmetricamente dominata è quindi un richiamo che serve ad aumentare la preferenza per l'opzione dominante.

## Esempio
Per esempio si può prendere in considerazione una vendita di lettori MP3. I consumatori saranno attirati dalla maggiore capacità di memorizzazione (numero di GB) e dal prezzo più basso; tuttavia mentre alcuni consumatori preferiranno un lettore che può immagazzinare più canzoni, anche se costa di più, altri cercheranno un lettore che costa meno, seppur con una minore capacità di memorizzazione. In questo caso sono disponibili due lettori:
|         | Lettore A | Lettore B |
| ------- | --------- | --------- |
| Prezzo  | 300 €     | 200 €     |
| Memoria | 30 GB     | 15 GB     |

In questo caso alcuni consumatori preferiranno A per la sua maggiore capacità di archiviazione, mentre altri sceglieranno B per il suo prezzo più basso.
Supponiamo ora che un nuovo lettore, C, si aggiunga sul mercato. C è più costoso di A e B e ha più memoria di B ma meno di A:
|         | Lettore A | Lettore B | Lettore C |
| ------- | --------- | --------- | --------- |
| Prezzo  | 300 €     | 200 €     | 350 €     |
| Memoria | 30 GB     | 15 GB     | 25 GB     |

L'aggiunta di C - che i consumatori presumibilmente eviteranno dato che un prezzo più basso può essere pagato per un modello con maggior capacità di memorizzazione - fa sì che il lettore A, l'opzione non dominata, sia scelta più volte di quanto lo era nel caso 1; C viene preso dai consumatori come base di confronto per A e B. Poiché A è meglio di C in entrambi gli aspetti (GB e €), mentre B è solo parzialmente meglio di C (solo €), più consumatori, rispetto a prima, sceglieranno A. C è quindi un richiamo il cui unico scopo è quello di aumentare le vendite di A.
Viceversa, supponiamo che, invece di C, venga introdotto il lettore D, che ha meno memoria di A e B ed è più costoso di B ma meno di A:
|         | Lettore A | Lettore B | Lettore D |
| ------- | --------- | --------- | --------- |
| Prezzo  | 300 €     | 200 €     | 250 €     |
| Memoria | 30 GB     | 15 GB     | 10 GB     |

Il risultato qui è simile: i consumatori non preferiranno D per lo stesso motivo del caso 2, cioè che un prezzo più basso può essere pagato per un modello con maggior capacità di memorizzazione. Tuttavia, mentre C aumenta la preferenza verso A, D ha l'effetto opposto, aumentando la preferenza per B, che presenta sia il prezzo che la capacità di memorizzazione migliori rispetto a D.